# غابة بلاتنة
غابة بَلَاتِنَة أو غابة بفلتس ((بالألمانية: Pfälzerwald)‏ [ˈpfɛltsɐvalt]  ( سماع)) هي منطقة جبلية منخفضة في جنوب غربي ألمانيا وتقع في بلاتنة في ولاية رَينلند بلاتنة. الغابة هي منتزه طبيعي محدد (بالألمانية: Naturpark Pfälzerwald)‏ مساحتها 1،771 كم 2 وأعلى ارتفاع لها هو كلميت (672.6 م).

## البنية
يمكن تقسيم غابة بلاتنة إلى ثلاث مناطق.
- غابة بلاتنة الشمالية تحدها المناظر الطبيعية الممتدة لتلال بلاتنة الشمالية وتصل جنوباً إلى خط من قيصرلوطرن إلى باد دُركهَيم

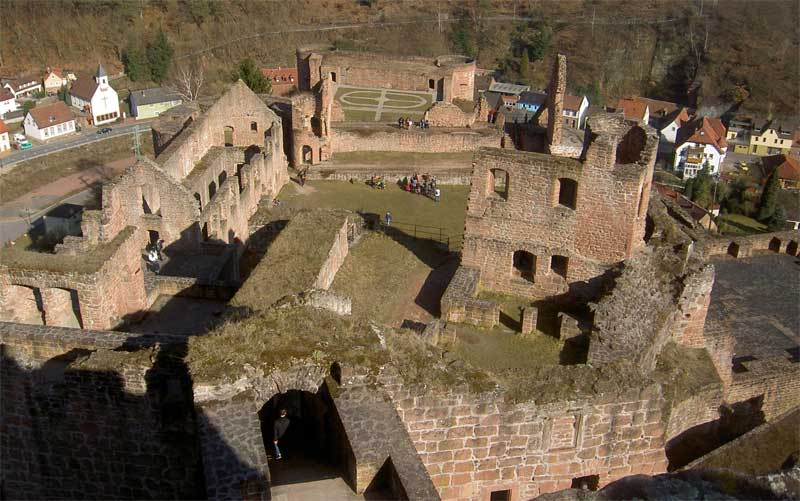
قلعة هردنبُرج بالقرب من باد دركهيم
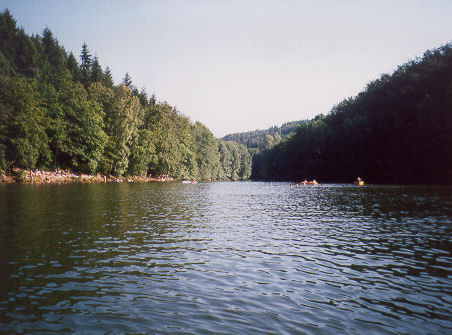
بحيرة أيسفوغ في رامسن
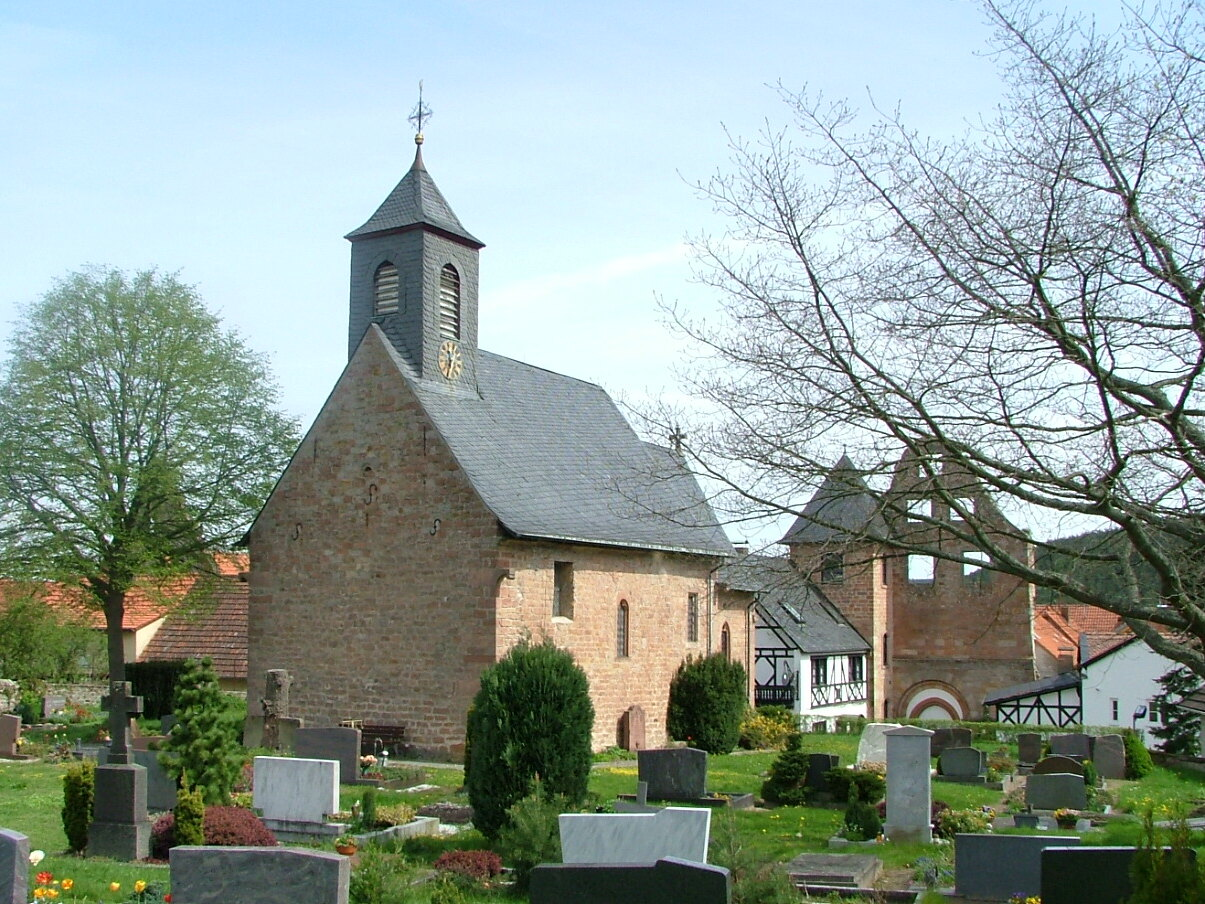
كنيسة القديس جِمس ، أنقاض دير Höningen (1120-1569)
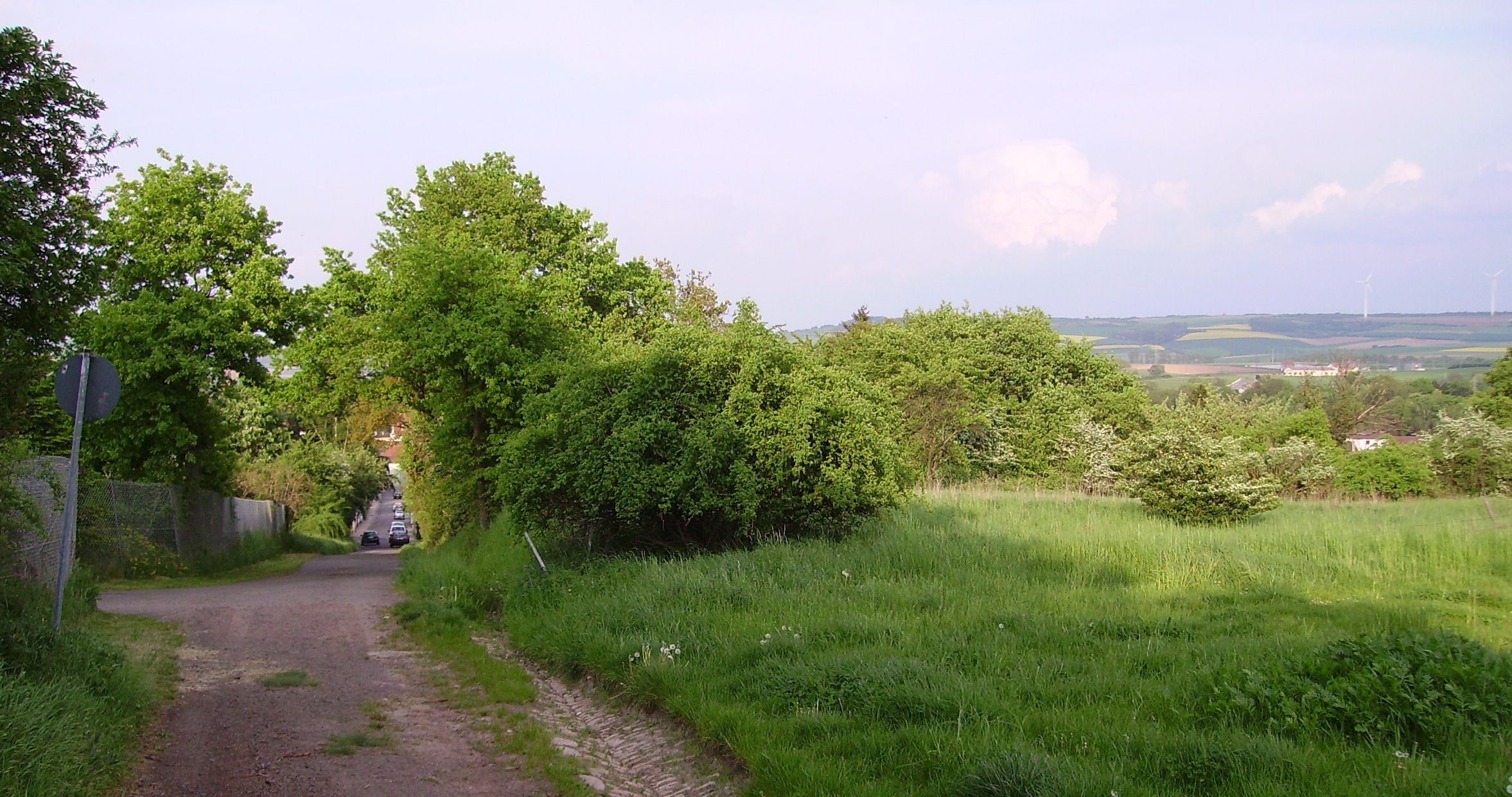
الريف بالقرب من أيزنبرغ

- غابة بلاتنة الوسطى من جدول إنسبَخ وخط قيصرلوطرن - باد دُركهَيم إلى جدول كِوِيش والخط من بِرمَزِنس إلى لنداو

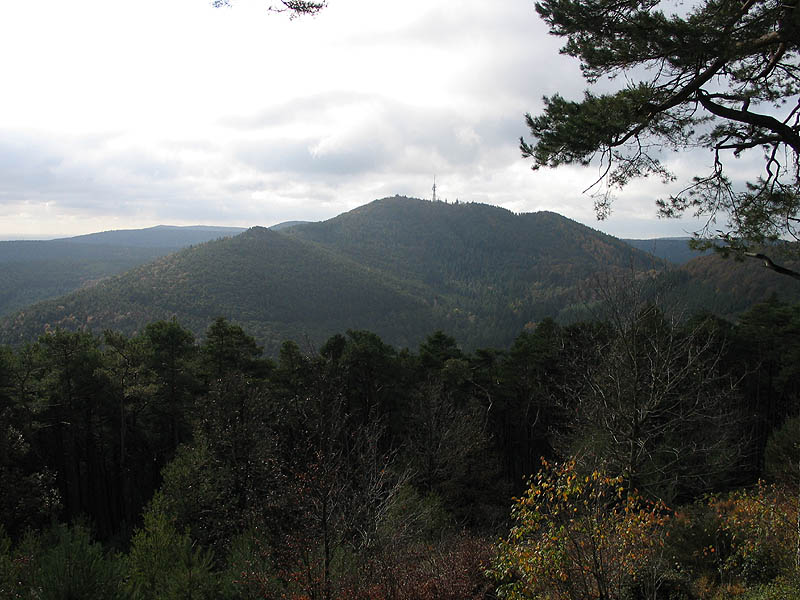
أعلى قمة: كلميت (673 م)
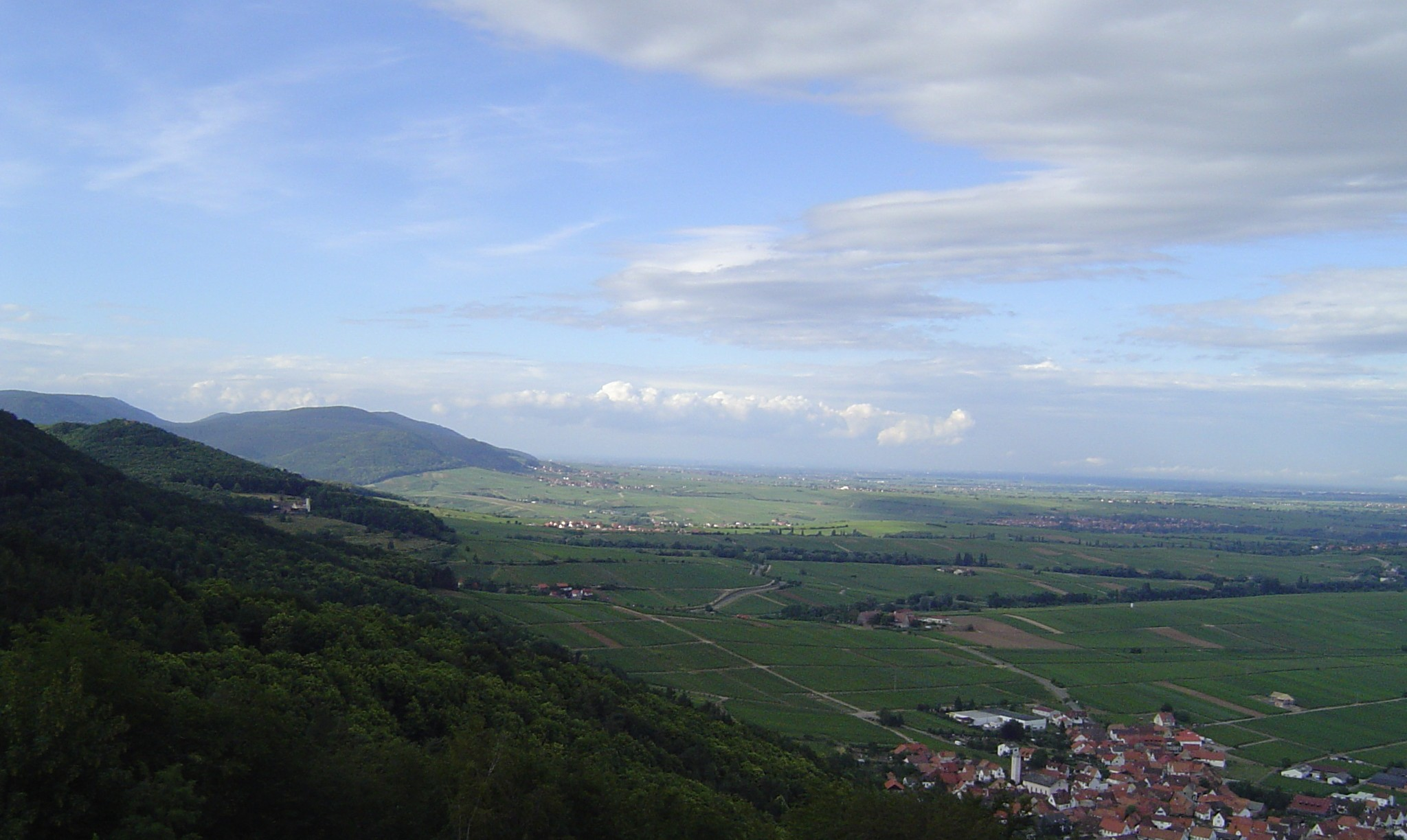
Haardt ، الحدود مع منطقة زراعة النبيذ
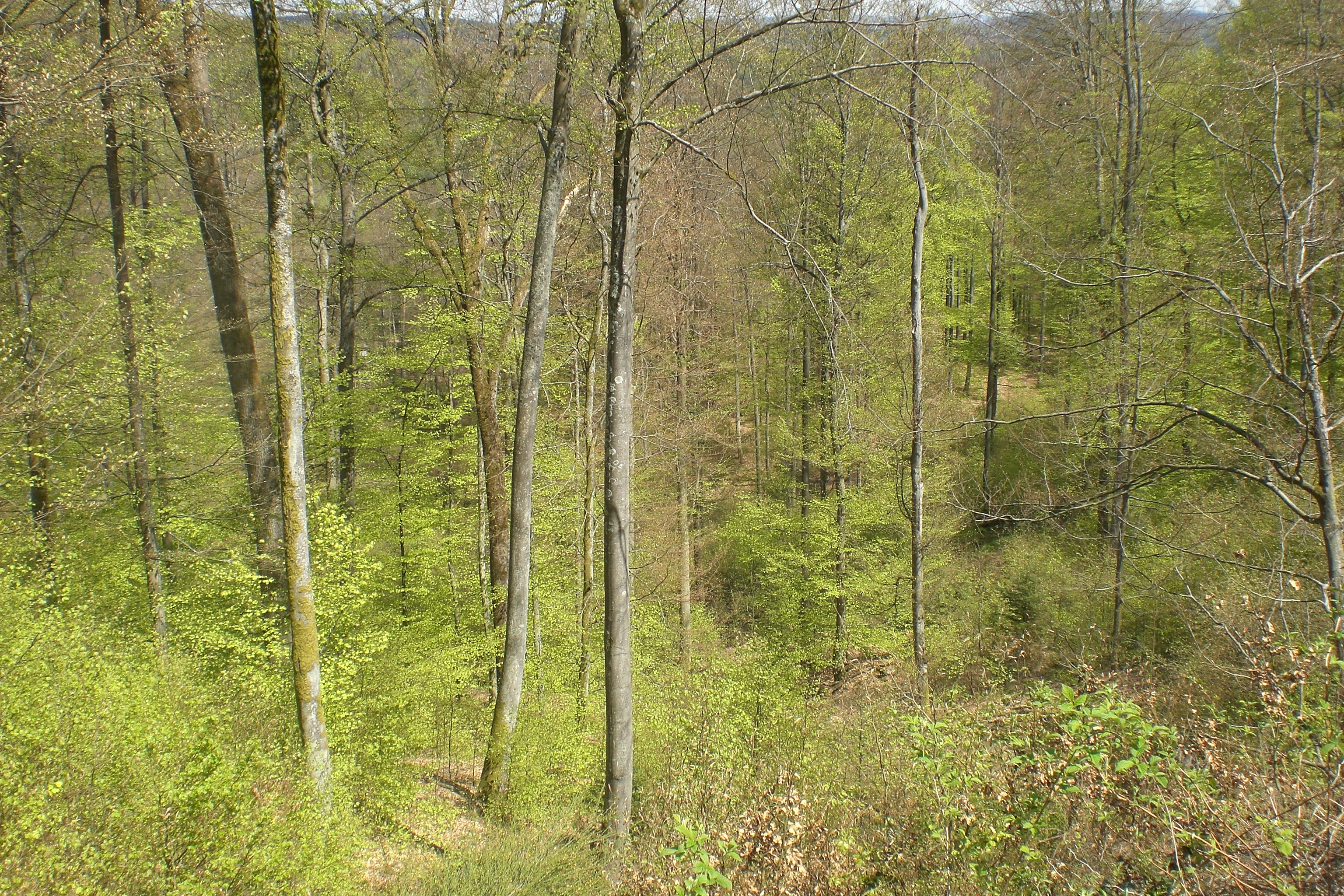
الغابة في أوائل الربيع
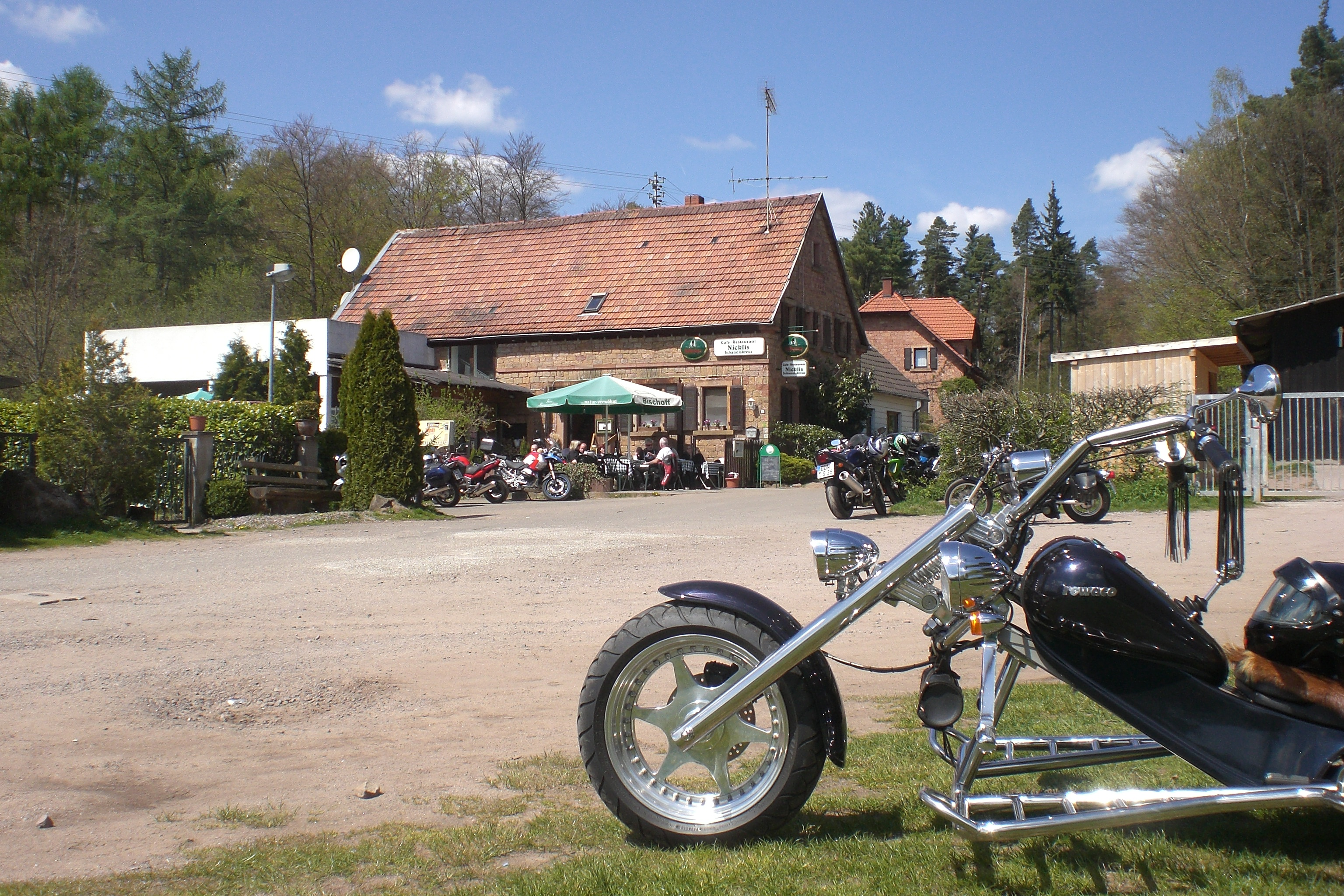
تحظى المنطقة بتقدير كبير من قبل راكبي الدراجات النارية

- غابة بلاتنة الجنوبية ما يسمى فَسقَاو من جدول كويش والخط من بِرْمَزِنس إلى لنداو إلى الحدود الفرنسية في الجنوب.

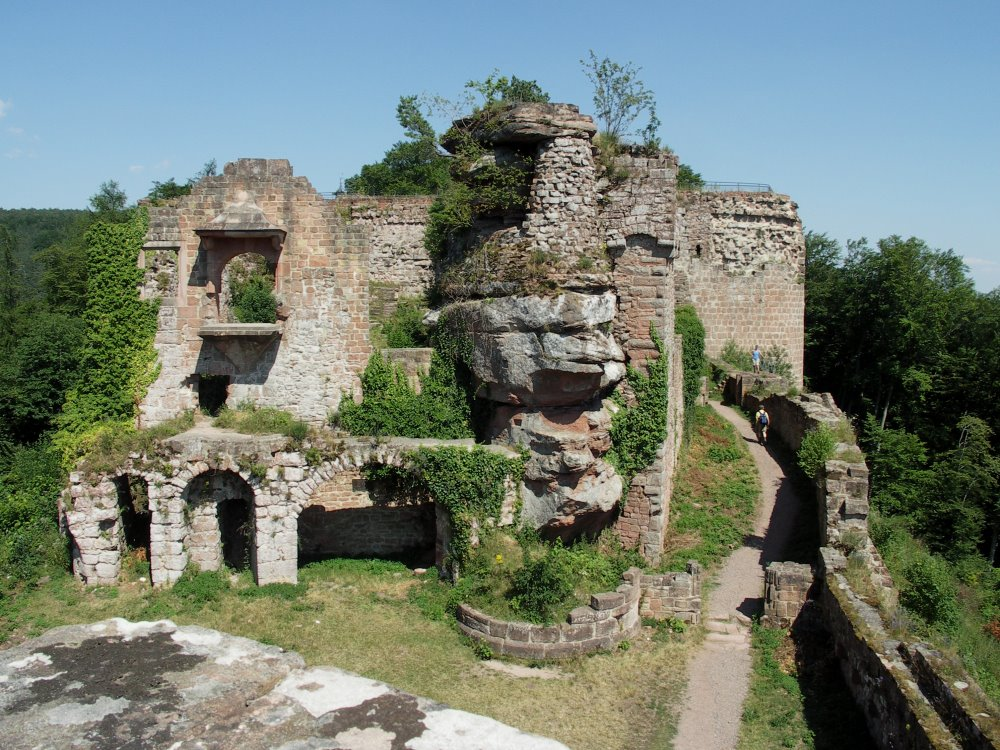
قلعة Neuscharfeneck
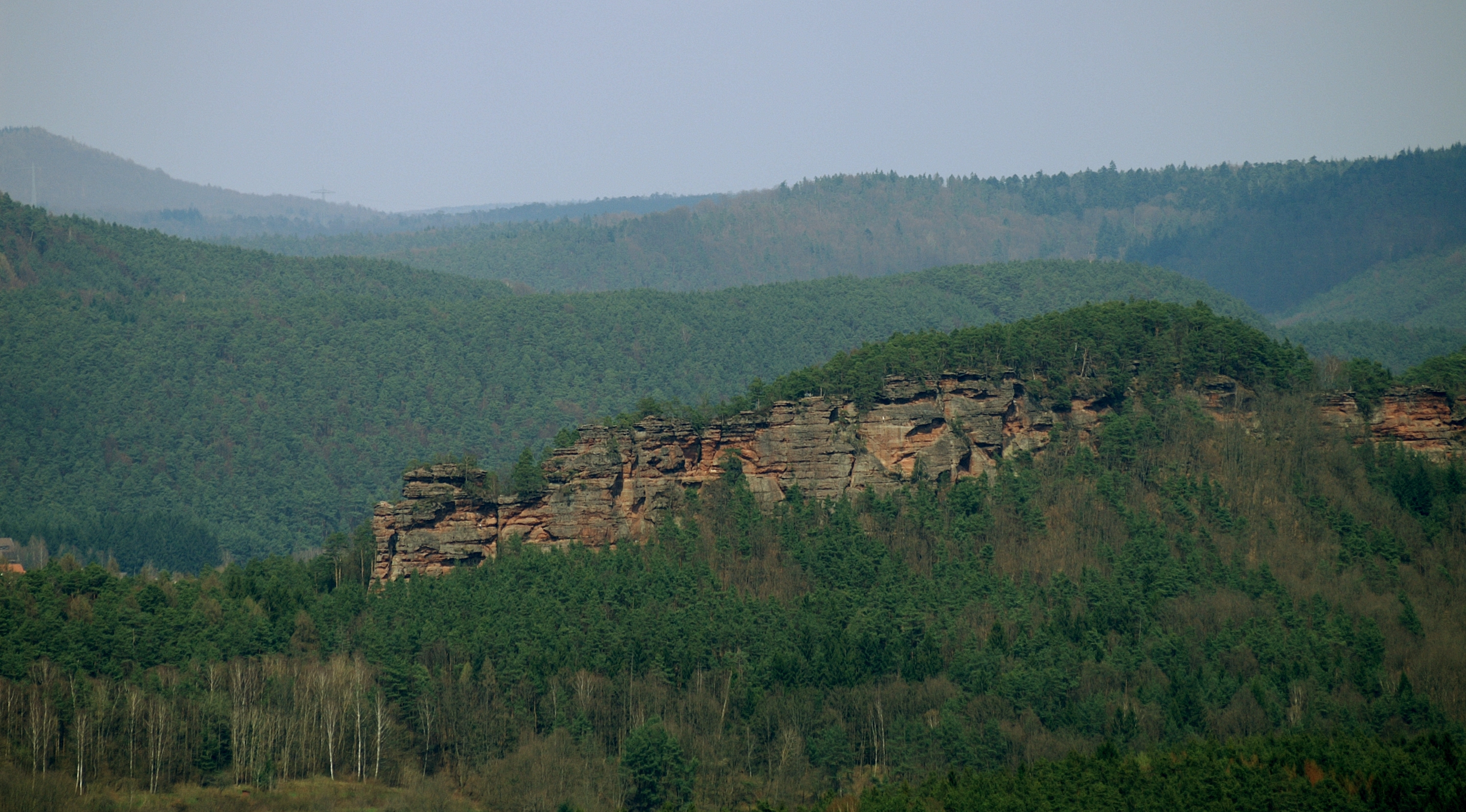
صخور الحجر الرملي Hochstein بالقرب من دان هي وجهة لمتسلقي الصخور
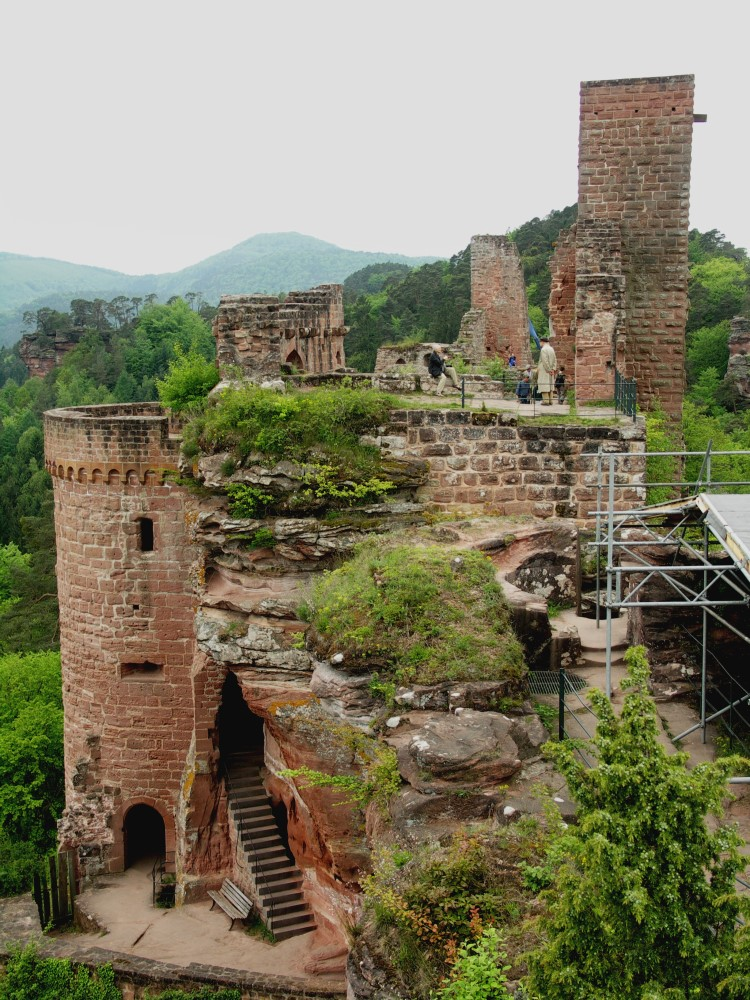
قلعة دان القديمة
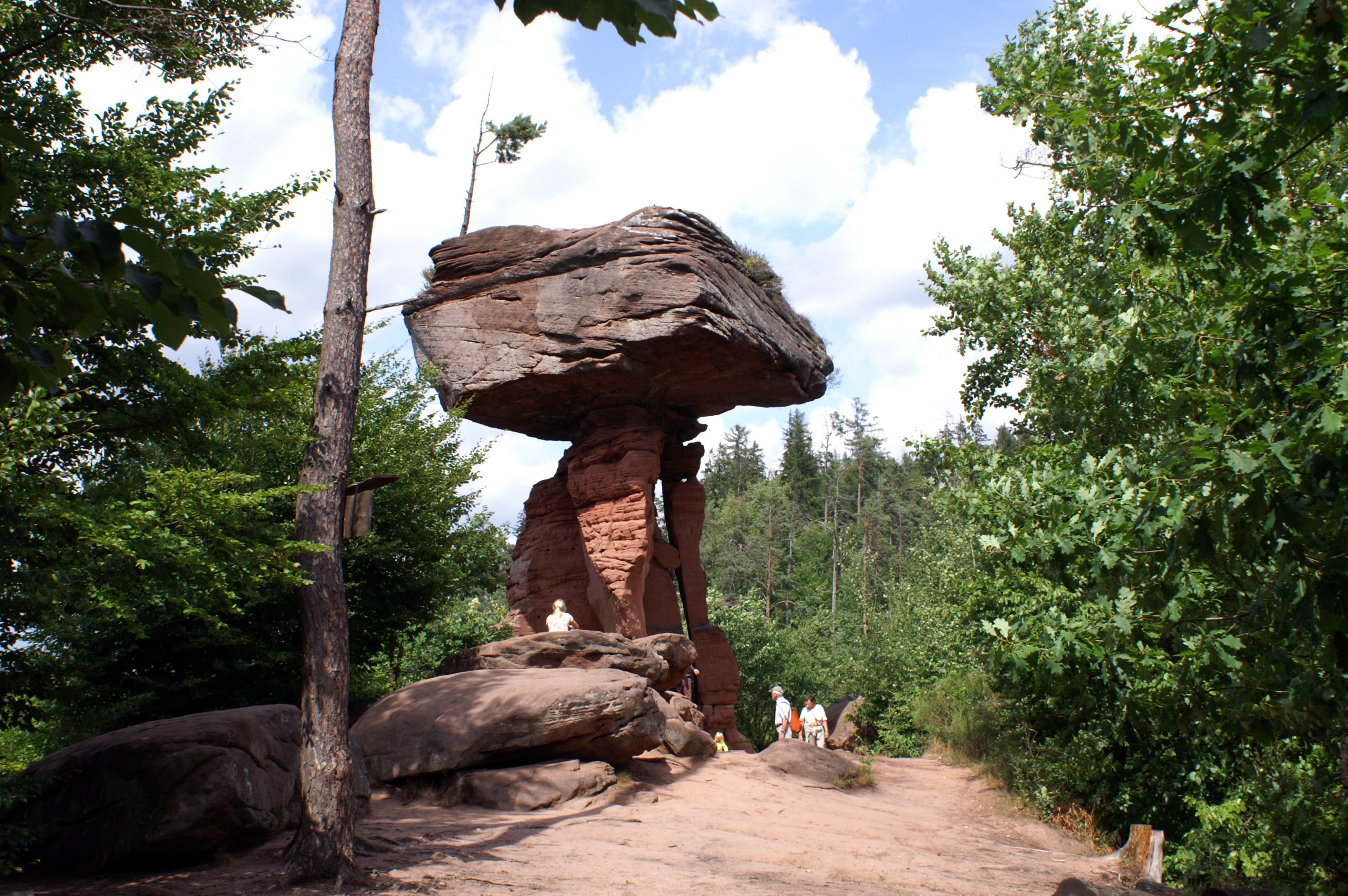
طاولة الشيطان قرب Hinterweidenthal